# Sandra Hunt
Sandra Hunt (Bellingham, Washington, 1959. június 14. –) amerikai női nemzetközi labdarúgó-játékvezető. Polgári foglalkozása nemzeti, nemzetközi sportvezető.

## Pályafutása

### Nemzeti játékvezetés
Az egyik labdarúgó mérkőzésen kritikus megjegyzést tett a bíró ítéletével szemben. A bíró jelezte, vizsgát lehet tenni, meg lehet mutatni, hogy jobban végzi-e ezt a szolgálati formát.[forrás?] A játékvezetői vizsgát 1987-ben tette le. A küldési gyakorlat szerint rendszeresen 4., illetve alapvonalbíróként tevékenykedett. 1998-ban belépett a női United Soccer Association (WUSA) tagjai közé, és Nancy Lay bírótársával (nőként ketten működhettek) a Major League Soccer (MLS) játékvezetőjeként tevékenykedett. A nemzeti játékvezetéstől 2004-ben vonult vissza.

### Nemzetközi játékvezetés
A Francia labdarúgó-szövetség Játékvezető Bizottsága (JB) terjesztette fel nemzetközi játékvezetőnek, a Nemzetközi Labdarúgó-szövetség (FIFA) 1999-től tartotta nyilván bírói keretében. A FIFA JB központi nyelvei közül a angolt beszéli. 
Több nemzetek közötti válogatott és klubmérkőzést vezetett, vagy működő társának 4., illetve alapvonalbíróként segített. A nemzetközi játékvezetéstől 2004-ben búcsúzott.

#### Női labdarúgó-világbajnokság
A világbajnoki döntőkhöz vezető úton Amerikába a III., az 1999-es női labdarúgó-világbajnokságra, valamint szintén Amerikába a IV., 2003-as női labdarúgó-világbajnokságra a FIFA JB játékvezetőként alkalmazta. 2003-ban 4. bíróként (tartalék) kapott feladatokat.

##### 1999-es női labdarúgó-világbajnokság

###### Világbajnoki mérkőzés
| Időpont          | Helyszín                        | Mérkőzés típusa              | Mérkőzés          | Eredmény | Nézők száma |
| ---------------- | ------------------------------- | ---------------------------- | ----------------- | -------- | ----------- |
| 1999. június 23. | Civic Stadion, Portland         | csoportmérkőzés (C. csoport) | Japán–Oroszország | 0 – 5    | 17 668      |
| 1999. június 26. | Giants Stadion, East Rutherford | csoportmérkőzés (D. csoport) | Kína–Ausztrália   | 3 – 1    | 29 401      |

#### Olimpiai játékok
Ausztrália adott otthont a XXVII., a 2000. évi nyári olimpiai játékok labdarúgó tornájának, ahol a FIFA JB bírói szolgálatra alkalmazta. Szakmai felkészültségét elismerve a FIFA JB a nyitómérkőzés levezetésével bízta meg.

##### Női labdarúgótorna a 2000. évi nyári olimpiai játékokon
| Időpont              | Helyszín                               | Mérkőzés típusa              | Mérkőzés            | Eredmény | Nézők száma |
| -------------------- | -------------------------------------- | ---------------------------- | ------------------- | -------- | ----------- |
| 2000. szeptember 13. | Melbourne-i Krikett Stadion, Melbourne | csoportmérkőzés (E. csoport) | Svédország–Brazília | 0 – 2    | 58 432      |

## Sportvezetőként
A játékvezetői szolgálatot befejezve, az amerikai Professzionális Játékvezető Szervezet (PRO) oktatója, vizsgáztatója, a CONCACAF és a FIFA JB nemzetközi oktatója (a 11 fős csoportból összesen kettő női oktató van), vizsgáztatója.